# Кендал Парк (Њу Џерзи)
Кендал Парк (енгл. Kendall Park) насељено је место без административног статуса у америчкој савезној држави Њу Џерзи.

## Демографија
По попису из 2010. године број становника је 9.339, што је 333 (3,7%) становника више него 2000. године.
| Група             | 2000.         | 2010.         |
| Белци             | 6.864 (76,2%) | 5.700 (61,0%) |
| Афроамериканци    | 408 (4,5%)    | 487 (5,2%)    |
| Азијати           | 1.188 (13,2%) | 2.342 (25,1%) |
| Хиспаноамериканци | 391 (4,3%)    | 633 (6,8%)    |
| Укупно            | 9.006         | 9.339         |